# Deatrich Wise Jr.
Deatrich Wise Jr. (Suffolk, 26 luglio 1994) è un giocatore di football americano statunitense che milita nel ruolo di defensive end per i New England Patriots della National Football League (NFL).

## Carriera

### New England Patriots
Al college Wise giocò a football con gli Arkansas Razorbacks. Fu scelto nel corso del quarto giro (131º assoluto) del Draft NFL 2017 dai New England Patriots. Debuttò come professionista subentrando il 7 settembre nel primo turno perso contro i Kansas City Chiefs mettendo a segno un tackle e un sack sul quarterback Alex Smith. Un altro sack lo fece registrare la settimana seguente su Drew Brees dei New Orleans Saints. La sua prima stagione regolare si chiuse con 26 tackle e 5 sack. Altri due sack li mise a segno su Marcus Mariota dei Tennessee Titans nel divisional round dei playoff vinto per 35-14.
Alla fine della stagione 2018 Wise partì come titolare nel Super Bowl LIII vinto contro i Los Angeles Rams per 13-3.
Il 16 marzo 2021 Wise firmò un rinnovo contrattuale quadriennale del valore di 30 milioni di dollari.

## Famiglia
Il padre, Detrich, fu scelto dai Seattle Seahawks nel nono giro del Draft NFL 1988. Il fratello minore, Daniel, gioca per i Dallas Cowboys.

## Palmarès
- Super Bowl : 1

New England Patriots: LIII
- American Football Conference Championship: 2

New England Patriots: 2017, 2018